# Азамгарх (округ)
Азамгарх (англ. Azamgarh) — округ в индийском штате Уттар-Прадеш. Административный центр — город Азамгарх. Площадь округа — 4234 км². По данным всеиндийской переписи 2001 года население округа составляло 3 939 916 человек. Уровень грамотности взрослого населения составлял 56,95 %, что ниже среднеиндийского уровня (59,5 %).

## Известные уроженцы
- Рахул Санкритьяян (1893—1963) — буддолог, писатель, общественный деятель. (недоступная ссылка)